# Campeonato Mundial Juvenil de Béisbol de 1996
La Campeonato Mundial Juvenil de Béisbol 1996 fue una competición de béisbol internacional que se disputó en Sancti Spíritus, Cuba, del 9 al 16 de agosto organizado por la IBAF.

## Fase final
|  | Semifinales    | Semifinales  |   |                | Final         | Final |  |
|  |                |              |   |                |               |       |  |
|  |                |              |   |                |               |       |  |
|  | 15 de agosto   |              |   |                |               |       |  |
|  | Cuba           |              |   |                |               |       |  |
|  | Corea del Sur  |              |   |                |               |       |  |
|  |                |              |   |                |               |       |  |
|  |                |              |   |                | 16 de agosto  |       |  |
|  |                |              |   |                | Cuba          | 6     |  |
|  |                | China Taipéi | 5 |                |               |       |  |
|  |                |              |   |                |               |       |  |
|  |                |              |   |                |               |       |  |
|  |                |              |   |                | Tercer lugar  |       |  |
|  | 15 de agosto   | 15 de agosto |   | 16 de agosto   | 16 de agosto  |       |  |
|  | China Taipéi   | 8            |   | Estados Unidos | 5             |       |  |
|  | Estados Unidos | 3            |   |                | Corea del Sur | 2     |  |

## Posiciones finales
| Pos | Equipo         |
| --- | -------------- |
|     | Cuba           |
|     | China Taipéi   |
|     | Estados Unidos |
| 4°  | Corea del Sur  |
| 5°  | Venezuela      |
| 6°  | México         |
| 7°  | Países Bajos   |
| 8°  | Panamá         |
| 9°  | Brasil         |
| 10° | Nicaragua      |
| 11° | Italia         |